# I'm Happy Just to Dance with You
"I'm Happy Just to Dance with You" é uma canção composta por John Lennon e Paul McCartney e cantada por George Harrison. Foi gravada pela banda britânica The Beatles, no álbum A Hard Day's Night, de 1964.

## Créditos
- George Harrison – vocal, guitarra solo
- John Lennon – backing vocal, guitarra rítmica
- Paul McCartney – backing vocal, baixo
- Ringo Starr – bateria

## Posição nas paradas musicais
The Beatles
| Parada (1964)                      | Melhor posição |
| ---------------------------------- | -------------- |
| Estados Unidos (Billboard Hot 100) | 95             |
| Estados Unidos (Cash Box Top 100)  | 91             |

Anne Murray
| Parada (1980)                                 | Melhor posição |
| --------------------------------------------- | -------------- |
| Canadá (RPM Adult Contemporary)               | 1              |
| Canada RPM Country                            | 10             |
| Canada RPM Top Singles                        | 74             |
| Estados Unidos (Billboard Hot 100)            | 64             |
| Estados Unidos (Billboard Hot Country Songs)  | 23             |
| Estados Unidos (Billboard Adult Contemporary) | 13             |